# Méthylthiolation
 (novembre 2011).
Si vous disposez d'ouvrages ou d'articles de référence ou si vous connaissez des sites web de qualité traitant du thème abordé ici, merci de compléter l'article en donnant les références utiles à sa vérifiabilité et en les liant à la section « Notes et références ».
La méthylthiolation est l'addition d'un groupe méthylthio sur un substrat. 
Ce substrat peut soit être une protéine comme dans le cas de la protéine ribosomale S12, soit être un ARN de transfert.